# Contea di Mount Marshall
La contea di Mount Marshall è una delle 43 local government areas che si trovano nella regione di Wheatbelt, in Australia Occidentale. Essa si estende su di una superficie di circa 10.189 chilometri quadrati ed ha una popolazione di 613 abitanti.